# Sveinbjörn Beinteinsson
Sveinbjörn Beinteinsson (4 de julho de 1924 – 24 de dezembro de 1993), um nativo da Islândia, teve suma importância na ajuda do ganho de reconhecimento pelo governo islandês sobre a religião nórdica pré-cristã. A Ásatrú, que ele fundou em 1972, e exerceu o papel de góði (sacerdote) foi reconhecido oficialmente como um corpo religioso em 1973.

## História
Sveinbjörn viveu durante toda a vida no oeste da Islândia. De 1944 em diante ele foi um pastor de ovelhas enquanto, ao mesmo tempo, desenvolvia seu lado literário. Ele publicou um livro na métrica Rímur em 1945, um livro didático, também sob mesma métrica, em 1953, dois volumes em versos próprios em 1957 e 1976, e editou várias antologias.
Sveinbjörn é lembrado com muito respeito e afeto dentre os adeptos do Ásatrú. Ele não foi apenas um reconhecido cantor Rímur, ou kvæðamaður, em islandês, ele também ganhou audiência e seguidores na Europa e América do Norte. Chegou a fazer performances em shows de rock e na abertura do filme Rokk í Reykjavík, dirigido por Friðrik Þór Friðriksson. 
Sveinbjörn pode ser ouvido cantando na gravação do álbum "Ragnarok (A New Beginning)" da banda Burzum, na última faixa do álbum, intitulada "Havamal". Sveinbjörn realizou um ritual de casamento Ásatrú para o artista Genesis e Paula P-Orridge (agora Alaura O'Dell). O ritual pode ser ouvido no disco vinil "Live in Reykjavik", do grupo artístico Psychic TV, e no vinil duplo intitulado "Those who do not".
Em 1982, Sveinbjörn lançou o álbum Eddukvæði (Cantos da Edda Poética), no qual ele recita no estilo Rímur 75 estrofes do Hávamál, Völuspá e Sigrdrífumál. O álbum, laçado pela gravadora Gramm, inclui o livreto de poemas em islandês, com traduções para o inglês, sueco e alemão.
O artista David Tibet, membro e fundador do grupo Psychic TV e também membro da banda Current 93, lançou um CD em que Sveinbjörn recita seus próprios versos Rímur, assim como recita também a tradicional Edda Poética. O título do CD é "Current 93 presents: Sveinbjörn 'Edda"'. O álbum foi lançado em duas edições através da gravadora World Serpent Distribution (hoje extinta).
Uma pedra memorial para Sveinbjörn foi inaugurada em Reykjavík em 22 de abril de 2010. Ela está localizada próximo ao local do planejado hof Ásatrúarfélagsins na colina Öskjuhlíð.